# Liste des conseillers généraux du Territoire de Belfort
Cet article dresse la liste des conseillers généraux du Territoire de Belfort jusque 2015. Pour les élus à partir de 2015, voir la liste des conseillers départementaux du Territoire de Belfort.

## Composition du Conseil Général duTerritoire de Belfort(15 sièges)
| Parti                             | Sigle | Sigle | Élus |
| --------------------------------- | ----- | ----- | ---- |
| Majorité (10)                     |       |       |      |
| Mouvement républicain et citoyen  |       | MRC   | 1    |
| Parti Socialiste                  |       | PS    | 6    |
| Europe Écologie Les Verts         |       | EELV  | 1    |
| Divers gauche                     |       | DVG   | 2    |
| Opposition (5)                    |       |       |      |
| Mouvement Démocrate               |       | MoDem | 1    |
| Union pour un mouvement populaire |       | UMP   | 4    |
| Président du Conseil Général      |       |       |      |
| Yves Ackermann (PS)               |       |       |      |

## Liste des conseillers généraux duTerritoire de Belfort
| Canton                         | Circ | Conseiller général   | Parti | Parti | Autres mandats (en cours)                                                      | Série |
| ------------------------------ | ---- | -------------------- | ----- | ----- | ------------------------------------------------------------------------------ | ----- |
| Arrondissement de Belfort      |      |                      |       |       |                                                                                |       |
| canton de Beaucourt            | 1    | Cédric Perrin        |       | UMP   | Maire de Beaucourt                                                             | 2008  |
| Canton de Belfort-Centre       | 1    | Damien Meslot        |       | UMP   | Député de la 1re circonscription                                               | 2011  |
| Canton de Belfort-Est          | 1    | Christophe Grudler   |       | MoDem | Conseiller municipal de Belfort                                                | 2011  |
| canton de Belfort-Nord         | 2    | Marie-José Fleury    |       | DVG   |                                                                                | 2011  |
| Canton de Belfort-Ouest        | 2    | Christian Proust     |       | MRC   | Conseiller municipal de Belfort                                                | 2011  |
| Canton de Belfort-Sud          | 2    | Samia Jaber          |       | PS    | Vice-présidente du Conseil général Adjointe au maire de Belfort                | 2008  |
| Canton de Châtenois-les-Forges | 2    | Florian Bouquet      |       | UMP   | Conseiller municipal de Châtenois-les-Forges                                   | 2011  |
| canton de Danjoutin            | 1    | Daniel Feurtey       |       | EELV  | Vice-président du Conseil général Maire de Danjoutin                           | 2011  |
| canton de Delle                | 1    | Pierre Oser          |       | PS    | Maire de Delle                                                                 | 2008  |
| canton de Fontaine             | 1    | Anne-Marie Forcinal  |       | PS    | 1re Vice-présidente du Conseil général Maire de Fontaine                       | 2008  |
| Canton de Giromagny            | 2    | Guy Miclo            |       | PS    | Vice-président du Conseil général Maire de Rougegoutte                         | 2008  |
| canton de Grandvillars         | 1    | Christian Rayot      |       | DVG   | Maire de Grandvillars Président de la Communauté de communes du Sud Territoire | 2008  |
| canton d'Offemont              | 2    | Dominique Retailleau |       | PS    | 1er adjoint au Maire d'Offemont                                                | 2011  |
| canton de Rougemont-le-Château | 2    | Didier Vallverdu     |       | UMP   | Conseiller municipal de Rougemont-le-Château                                   | 2008  |
| canton de Valdoie              | 2    | Yves Ackermann       |       | PS    | Président du Conseil général Conseiller municipal de Valdoie                   | 2011  |